# 이상근 (1935년)
이상근(李祥根, 1935년 7월 29일 ~, 2013년 11월 29일 강원도 춘천시)은 한미은행 은행장을 지낸 대한민국의 금융인이자, 한국금융신문 대표이사회장을 맡고 있는 언론인이다.

## 학력
- 춘천고등학교
- 서울대학교 경제학과
- 하버드 비즈니스 스쿨 경영학 석사(MBA)

## 경력
- 한국은행조사부 차장
- 은행감독원 관리국 차장
- 주사우디 한국대사관 재무관
- 은행감독원 부원장보
- 한국은행 이사
- 한미은행장
- 한미리스 회장
- 신용관리기금 이사장
- 전국상호신용금고 연합회장
- 대일재무자문 대표이사 회장
- 한국금융신문 대표이사 회장